# Bilal Görgü
Bilal Görgu, född 1 februari 1949, är en svensk författare. Han är av kurdisk härkomst.
Han kommer ursprungligen från norra Kurdistan närmare bestämt från Dersimområdet. Han var med och lade grunden till den kurdiska tidningen Roja Nu som sedermera blev en tidskrift i slutet av 1970-talet i Stockholm. Mellan åren 1986 och 1995 grundade och har varit redaktionssekreterare för den kurdiska kulturtidskriften Berhem, först i Stockholm och sedan i Ankara. Han debuterade 1999 som författare. Han har även varit medlem i Svenska PEN och är medlem i Sveriges Författarförbund.   
I slutet av 1990-talet var han med och att starta Kurdiska Kulturstiftelsen i Sverige och har varit ansvarig för ett barnboksprojekt som finansierades av SIDA. Sammanlagt publicerades 160 000 barnböcker första gången i Turkiet som distribuerades ut över hela norra Kurdistan. Mellan åren 2008 och 2011 var han ansvarig för den kurdiska tv-kanalen Kurd 1 i Stockholm.   
Han är zoroastrier och har med några vänner grundat det första Kurdistans Zarathustiska Samfund. Samfundet är officiellt registrerat i Sverige.

## Översättningar
- Ulf Stark & Stina Wirsén: En stjärna vid namn Ajas (Stêrka bi navê Ajaks) (2011)
- Helen Rundgren &  Anna Lindqvist: Dumma mygga! (Kelmêşa dînik) (2011)
- Thomas Halling & Eva Eriksson: Det var tur ! Det var synd ! (Şansê min heye ! Ez bêşansim !) (2011)
- Ulf Nilsson & Eva Eriksson: När vi var ensamma i världen (Gava em li vê dinyayê bi tena serê xwe mabûn) (2011)